# Selecting His Heiress
Selecting His Heiress è un cortometraggio muto del 1911 diretto da William Humphrey.

## Produzione
Il film fu prodotto dalla Vitagraph Company of America.

## Distribuzione
Distribuito dalla General Film Company, il film - un cortometraggio in una bobina - uscì nelle sale cinematografiche USA il 18 ottobre 1911.